# シビリャコフ (砕氷船)
シビリャコフはソ連の砕氷船。元はグラスゴーで建造された、ニューファンドランドのアザラシ猟用の汽船ベラヴェンチャー (Bellaventure) であり、1908年11月23日に起工され1909年に進水し、同年に竣工している。1906年にロシアに購入されシビリャコフと改名された。この名前はロシアの金鉱山所有者アレクサンドル・シビリャコフに由来している。彼はシベリアへの探検隊に資金を出していたほか、彼自身も探検に参加していた。
シビリャコフは、北極海航路を冬越しせず一度の航海で通過した最初の船である。シビリャコフは1932年6月28日にアルハンゲリスクから出航し、カラ海を横断して未探検であったセヴェルナヤ・ゼムリャ諸島の北を通ってラプテフ海に入った。9月、ティクシとコリマ川河口に寄航後プロペラシャフトが破損しシビリャコフは11日漂流した。だが、シビリャコフは即席の帆を使用してチュクチ海を越え、10月にベーリング海峡に到達し、それから横浜に着いた。
シビリャコフは第二次世界大戦時も現役であり、1942年8月25日にノルデンショルド諸島Russky島北西沖でヴンダーラント作戦中のドイツ海軍重巡洋艦アドミラル・シェーアによって撃沈された。重傷を負った船長を含め22人がドイツ軍により救助された他、一人がBeluha島にたどり着き一ヵ月後に救助された。戦争後まで生き残った乗員は15人であった。

## 要目
- トン数：1383トン
- 全長：76.5m
- 全幅：10.8m
- 吃水：6m
- 機関：1軸、蒸気エンジン、ボイラー2、2360ph
- 速力：13ノット
- 乗員：104